# Sitchuankauz
Der Sitchuankauz (Strix davidi), auch Sichuankauz geschrieben, ist eine Art aus der Familie der Eigentlichen Eulen (Strigidae). Er kommt ausschließlich in Gebirgsketten in der Provinz Sichuan vor. Er wurde früher als Davidskauz bezeichnet.

## Entdeckungsgeschichte
1869 schoss Pere Armand David nahe Moupin (heute Baoxing) eine Eule, die er als Habichtskauz bestimmte. Am British Museum bestimmte Richard Bowdler Sharpe 1875 den Balg als neue Vogelart mit Namen Moupin-owl Syrnium davidi. Erst um 1914 schoss Hans Weigold bei Hwanglung-sze eine zweite Eule der Art, welche erst 1923 von Erwin Stresemann beschrieben wurde. 1931 wurde ein dritter Sitchuankauz geschossen. Alle wurde in der Provinz Sichuan geschossen und waren Männchen. Da nur Männchen zur Bestimmung der Art vorlagen und einige Übertragungsfehler der Erstbeschreibung auftraten, wurde die Art lange falsch beschrieben. 1995 gelangen Wolfgang Scherzinger erste Fotos vom Sitchuankauz. Seit 1994 arbeitet Scherzinger mit chinesischen Forschern an der Erforschung der Art. Erst 2005 erfolgte eine korrekte Beschreibung.

## Merkmale
Mit einer Körpergröße von etwa 58 Zentimetern ist der Sitchuankauz innerhalb seiner Gattung eine große Art. Federohren fehlen. Der Gesichtsschleier ist blässlich und weist bei einzelnen Individuen konzentrische dunkle Linien auf. Der Kopf und der Rücken sind matt bräunlich mit weißlichen und dunkleren Flecken. Die dunklen Flecken fallen auf dem dunklen Gefieder jedoch in der Regel nicht stark auf. Die Körperunterseite ist grauweiß mit auffälligen dunklen Längsstreifen. Der Schnabel ist blass gelb. Die Läufe und die Zehen sind vollständig befiedert.
Verwechslungsmöglichkeiten bestehen vor allem mit dem Habichtskauz. Der Sitchuankauz weist jedoch anders als der Habichtskauz keine Querstreifen auf den Schwanzfedern auf. Gewisse Ähnlichkeiten bestehen auch mit dem Waldkauz, dieser ist jedoch deutlich kleiner.

## Verbreitungsgebiet und Lebensraum
Das Verbreitungsgebiet des Sitchuankauzes beschränkt sich auf Gebirgsketten in der Provinz Sichuan. Er kommt dort in Höhenlagen zwischen 2.700 und 4.200 Meter über Normalnull vor. Er ist ein Standvogel, der alte Nadel- und Mischwälder besiedelt.

## Lebensweise
Die Lebensweise des Sitchuankauzes ist nicht besonders detailliert untersucht. Vermutlich gleicht sie in vielem der des Habichtskauzes. Das Nahrungsspektrum besteht überwiegend aus kleinen Säugern. Der Sitchuankauz brütet in Baumhöhlen und in aufgegebenen Nestern größerer Vogelarten. Das Gelege besteht aus zwei bis drei Eiern, die nur vom Weibchen bebrütet werden.

## Schutz
Nach Finanzierung durch eine britische Naturschutz-Organisation brachte Yun Fang im Jahr 2005 rund 50 große Nistkästen im Waldreservat Lian Hua Shan (= „herrlicher Lotosblütenberg“) in den Bäumen an.

## Belege
1. ↑  Wolfgang Scherzinger, Yun Fang, Mei Shi, Yue-Hua Sun: Field observations of Pere David’s Owl (Strix davidi) in central China,140 years after its first description, Airo 29, 2021: 67-392.
2. ↑   König et al., S. 379
3. ↑   König et al., S. 380
4. ↑  Wolfgang Scherzinger, Yun Fang, Mei Shi, Yue-Hua Sun: Field observations of Pere David’s Owl (Strix davidi) in central China,140 years after its first description, Airo 29, 2021: 67-392.